# لوتسفالوا
لوتسفالوا (به مجاری:  Lucfalva) یک شهرداری در مجارستان است که در ناحیه شالگوتاریان واقع شده‌است. لوتسفالوا ۱۴٫۱ کیلومتر مربع مساحت و ۶۳۱ نفر جمعیت دارد.